# Buck Taylor
Buck Taylor est un acteur américain né le 13 mai 1938 à Hollywood, Californie (États-Unis).

## Filmographie

### Télévision
- 1963 : Johnny Shiloh (téléfilm) : Josh
- 1966 : Le Virginien (série télévisée) Saison 04 Episode 17 (Mens with guns): Lem Bliss
- 1966 - 1967 : Les Monroe ("The Monroes") (série télévisée) : John "Brad" Bradford
- 1978 : Standing Tall (téléfilm) : George Fewster
- 1978 : Kate Bliss and the Ticker Tape Kid (en) (téléfilm) : Joe
- 1978 : The Busters (téléfilm) : Billy Burnett
- 1979 : The Sacketts (téléfilm) : Reed Carney
- 1980 : La Cible (Wild Times) : Joe McBride
- 1981 : À l'est d'Éden ("East of Eden") (série télévisée)
- 1981 : The Cherokee Trail (téléfilm) : Laird
- 1982 : Dangerous Company (téléfilm) : Petrie
- 1984 : No Man's Land (téléfilm) : Feeny
- 1985 : All American Cowboy (téléfilm)
- 1985 : Wild Horses (téléfilm) : Cowboy
- 1986 : Dream West (série télévisée) : Egloffstein
- 1986 : Louis L'Amour's Down the Long Hills (téléfilm) : Grey
- 1987 : The Alamo: Thirteen Days to Glory (en) (téléfilm) : Buck Smith
- 1987 : Tueur du futur (Timestalkers) (téléfilm)
- 1987 : La Vengeance du forçat (Gunsmoke: Return to Dodge) (téléfilm) : Newly
- 1987 : Proud Men (téléfilm) : Homer
- 1989 : Desperado: The Outlaw Wars (téléfilm) : Wes Porter
- 1991 : Conagher (téléfilm) : Tile Coker, Ladder Five Rider
- 1996 : Dallas : Le Retour de J.R. (Dallas: J.R. Returns) (téléfilm) : Steve Grisham
- 1997 : Rough Riders (mini-série) : George Neville
- 1998 : Hard Time (téléfilm) : Capitaine Adam Gunther
- 1999 : L'Ange de l'amour (en) (The Soul Collector) (téléfilm) : Charlie
- 2004 : The Trail to Hope Rose (téléfilm) : Parson Brown
- 2016 : Égarement coupable (Indiscretion) (téléfilm) : Abe
- 2018 - 2020 : Yellowstone : Emmett Walsh

### Cinéma
- 1966 : Les Anges sauvages (The Wild Angels) : Dear John
- 1966 : And Now Miguel : Gabriel
- 1967 : Les Anges de l'enfer (Devil's Angels) : Gage
- 1967 : L'Affaire Al Capone (The St. Valentine's Day Massacre) : Poolside interviewer 2
- 1976 : Doc Hooker's Bunch
- 1976 : Pony Express Rider (en) : Bovey Kingman
- 1978 : Beartooth
- 1981 : Winchester et Jupons courts (Bil Doolin, le hors la loi), (Cattle Annie and Little Britches) de Lamont Johnson : Dynamite Dick
- 1981 : Le Justicier solitaire (The Legend of the Lone Ranger) : Robert Edward Gattlin
- 1982 : Le Triomphe d'un homme nommé cheval (Triumphs of a Man Called Horse) : Sergent Bridges
- 1990 : Big Bad John : Bob
- 1990 : Payback : Nick
- 1993 : Gettysburg : Colonel William Gamble
- 1993 : Tombstone : Turkey Creek Jack Johnson
- 1999 : Wild Wild West : Cross-eyed reb
- 2000 : Comanche : Capitaine Myles Keogh
- 2000 : Jericho : Pap Doolin
- 2002 : Grand Champion : Annonceur
- 2003 : Gods and Generals : Brigadier Général Maxcy Gregg
- 2003 : Screen Door Jesus : Vieil homme Nickels
- 2004 : Alamo (The Alamo) : colon
- 2005 : The Wendell Baker Story : Bob Draper
- 2005 : Truce : Harry Dodds
- 2005 : Hell to Pay : Dr. Adam Galen
- 2005 : Miracle at Sage Creek : Buckskin Charlie
- 2006 : Flicka : Wagner
- 2007 : The Mist : Ambrose Cornell
- 2011 : Cavale aux portes de l'enfer (The Legend of Hell's Gate: An American Conspiracy) : Pete Snyder
- 2011 : Cowboys et Envahisseurs : Wes Claiborne
- 2016 : Comancheria (Hell or High Water) : le vieil homme
- 2019 : La Victoire dans le sang de Karzan Kader : Ben